# بویه (شهر)
بویه (به کرواتی: Buje) شهری در ایستریا کشور کرواسی است که جمعیت آن در سال ۲۰۱۱ میلادی ۵٬۱۲۷ نفر بوده‌است.